# Kainan Maru Seamounts
Kainan Maru Seamounts – góry podwodne na Oceanie Południowym, położone na głębokości 2224 m, na północ od grzbietu Gunnerus Ridge. Ich nazwa pochodzi od statku badawczego Kainan Maru.